# Oberkaufungen

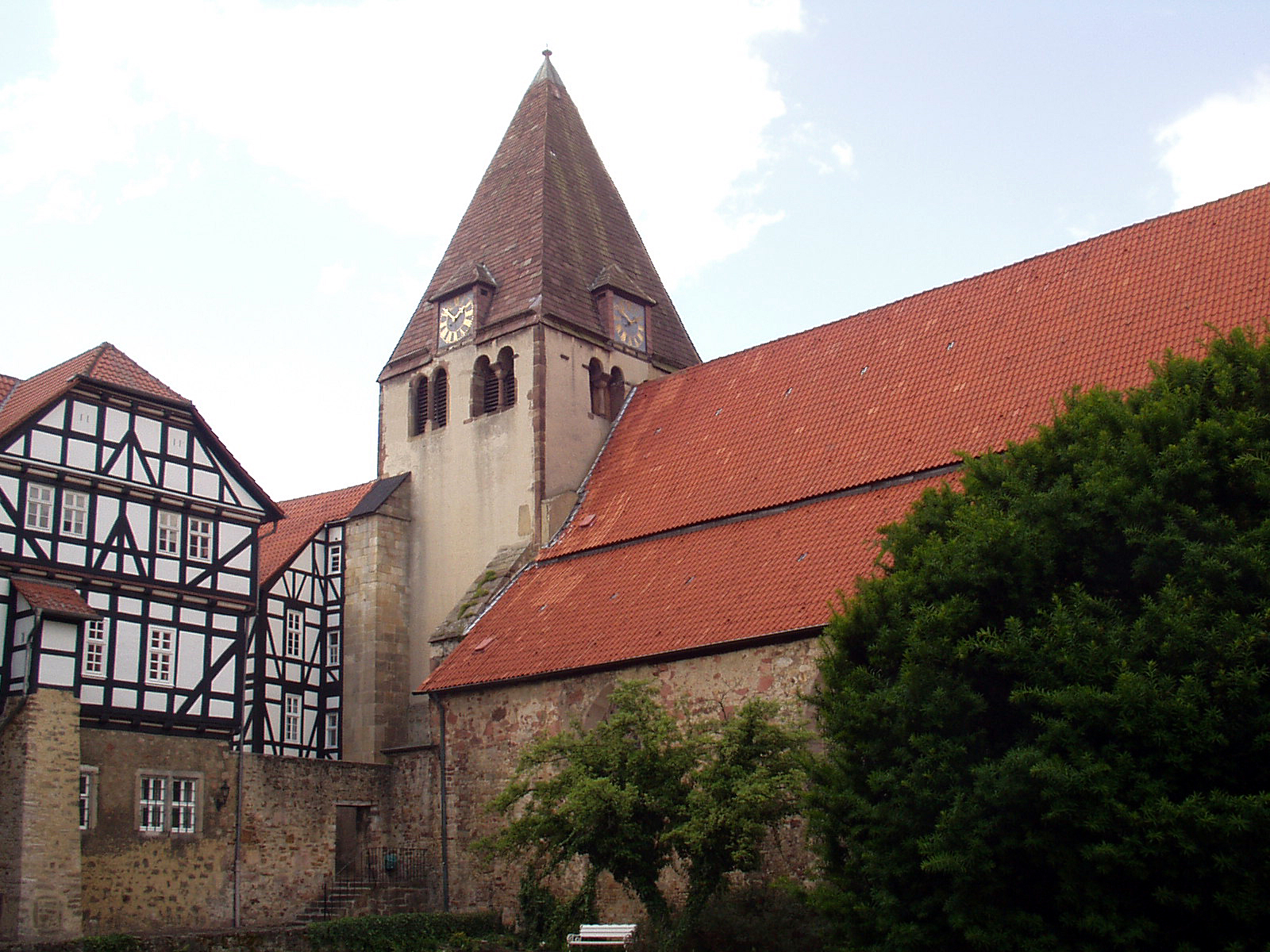
Die Stiftskirche

Oberkaufungen ist einer der zwei Ortsteile der Gemeinde Kaufungen im Landkreis Kassel in Hessen. Die Gemeindeverwaltung befindet sich im Ort.

## Lage

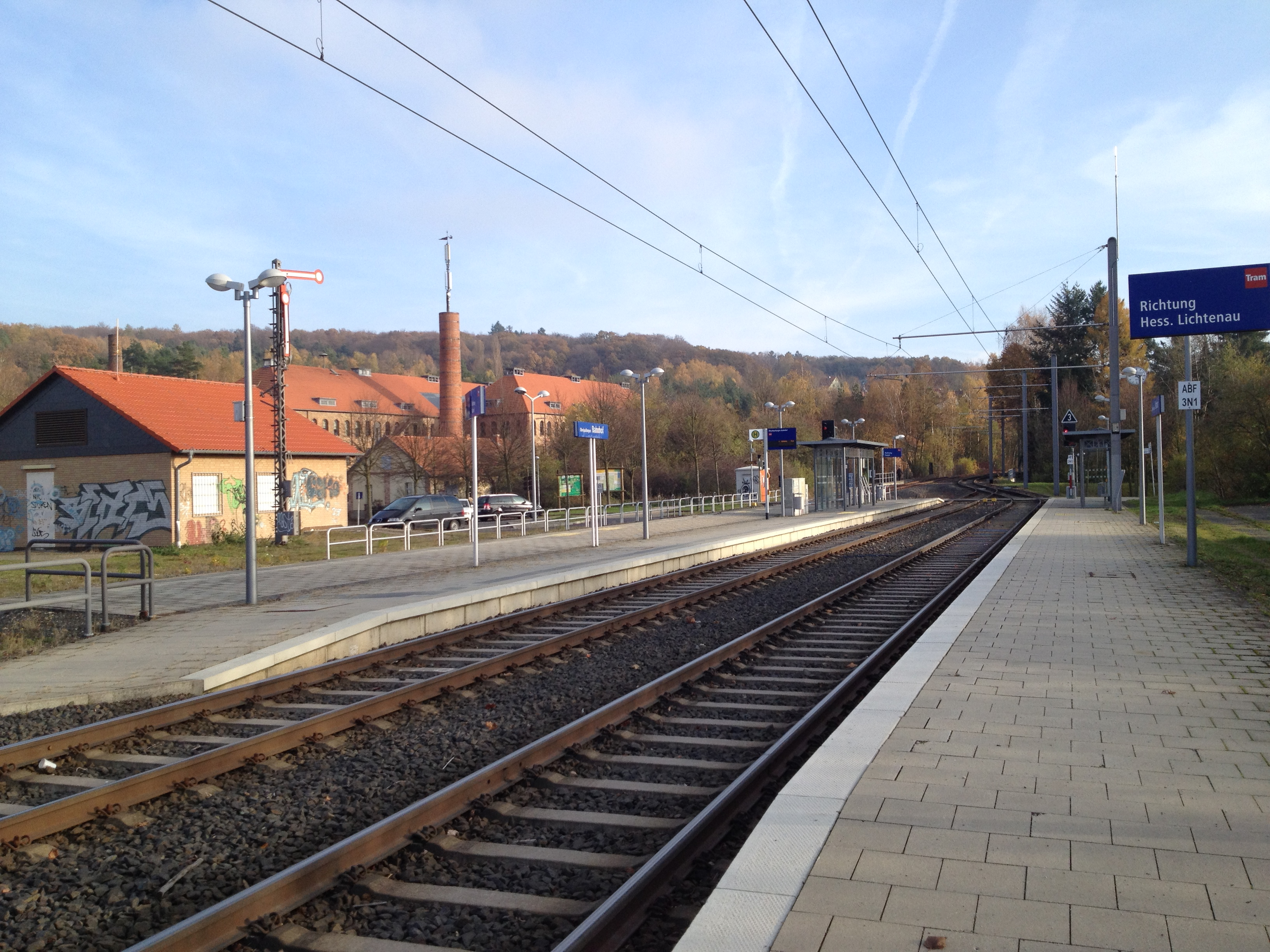
Der Bahnhof Oberkaufungen, hier hält die Straßenbahn Kassel.

Oberkaufungen liegt im Tal der Losse am Kaufunger Wald und der Söhre. Im Nordwesten liegt der Steinertsee. Der Ort hat einen Bahnhof an der Bahnstrecke Kassel–Waldkappel (errichtet 1879/80), wo auch die Straßenbahn Kassel hält. Südlich des Ortes verläuft die Bundesstraße 7. Oberkaufungen liegt an der Deutschen Märchenstraße.

## Geschichte
Erstmals urkundlich genannt wurde das Dorf im Jahre 1019 als Overencoufunga  (Oberkaufungen). Kaiser Heinrich II. ließ zwischen 1014 und 1024 das Kloster Kaufungen als Benediktinerinnen-Abtei errichten. Es bestand bis 1527. Erhalten ist noch die am 13. Juli 1025 geweihte Stiftskirche Kaufungen und Klostergebäude wie das später überbaute Äbtissinnenhaus.
In erhaltenen Urkunden wurde der Ort unter den folgenden Namen erwähnt (in Klammern das Jahr der Erwähnung):
- Choufungin (1008) [interpoliert Roques, Urkundenbuch Kloster Kaufungen 1, Nr. 4]
- Coufunga (20. August 1011)[3]
- Coufungon (1011) [UA Hersfeld]
- Cofunga (1017) [Roques, Urkundenbuch Kloster Kaufungen 1, Nr. 5]
- Cohfunga (1019) [Roques, Urkundenbuch Kloster Kaufungen 1, Nr. 8]
- Overencoufunga (1019) [Roques, Urkundenbuch Kloster Kaufungen 1, Nr. 9]
- Chuofunga (1019) [Roques, Urkundenbuch Kloster Kaufungen 1, Nr. 11]
- Coupungun (1126) [Roques, Urkundenbuch Kloster Kaufungen 1, Nr. 23]
- Koyfungen (um 1150) [Roques, Urkundenbuch Kloster Kaufungen 1, Nr. 26]
- Coffenge (1225) [Roques, Urkundenbuch Kloster Kaufungen 1, Nr. 38]
- Cufingensis (1268) [Roques, Urkundenbuch Kloster Kaufungen 1, Nr. 51]
- Koufungen (1291) [Roques, Urkundenbuch Kloster Kaufungen 1, Nr. 77]

Oberkaufungen war der Sitz des Amtsgerichtes Oberkaufungen. Der freiwillige Zusammenschluss der Gemeinden Oberkaufungen und Niederkaufungen zur Großgemeinde Kaufungen erfolgte im Zuge der Gebietsreform in Hessen am 1. Dezember 1970.

## Sehenswürdigkeiten
- Kloster Kaufungen
- die Stiftskirche „Zum Heiligen Kreuz“
- das Regionalmuseum „Alte Schule“ mit Mitmach-Haus
- das Ziegeleimuseum
- die SinnesGänge[6]
- das Bergwerkmuseum „Rossgang“
- die Museumsschmiede
- viele Fachwerkhäuser aus dem 17. und 18. Jahrhundert
- Schulze-Boeing-Eiche mit einem Brusthöhenumfang von 6,00 m (2016).[7]

Die Schlag- und Ölmühle im Haus Mühlenweg 6 wurde 1574 erbaut und wurde 1890 in eine Mahlmühle umgebaut. Sie wurde bis Mitte der 1980er Jahre betrieben und dann zu einem Wohnhaus umgebaut.

## Bildung
In Oberkaufungen besteht eine integrierte Gesamtschule.